# Tomb Raider: The Prophecy
Tomb Raider: The Prophecy  o Tomb Raider: La Profecía es un videojuego de acción y aventuras de 2002 desarrollado por la compañía Ubi Soft Milan y publicado por Ubi Soft para la consola portátil Game Boy Advance . Es un spin-off de la serie Tomb Raider, que sigue a la protagonista Lara Croft mientras explora múltiples templos en busca de las claves de un poder destructor del mundo. El juego presenta exploración, combate y plataformas mostrados desde una perspectiva isométrica de arriba hacia abajo.

## Cómo se juega.

Lara Croft se enfrenta a un guerrero esqueleto en la tumba del Rey Heort. Su salud y su elección de armamento son visibles en la parte superior derecha.

A diferencia de los dispositivos portátiles de Nintendo anteriores de la serie, como Tomb Raider: Curse of the Sword, que se jugaba en una forma bidimensional de desplazamiento lateral, que recuerda a los viejos videojuegos de 8 bits, The Prophecy se juega en un punto de vista isométrico, dándole al jugador un punto de vista. desde arriba de la cabeza del personaje del jugador.  El videojuego contiene muchos elementos familiares de la franquicia Tomb Raider, como poder saltar, correr, trepar y disparar. Como el juego fue el primer Tomb Raider renderizado en una vista isométrica hasta Lara Croft and the Guardian of Light, el videojuego también recibió un nuevo sistema de combate para adaptarse al estilo de vista. El sistema ya no incluye el bloqueo normal controlado por el jugador en el juego de armas de juegos anteriores. En cambio, ahora contiene un sistema de bloqueo automático para facilitar la lucha contra los enemigos. Hay tres armas que el jugador puede usar: las pistolas características de Lara, las pistolas Uzi y las pistolas doradas. Para esta entrega los controles fueron diseñados para ser simples, con el panel direccional asignado al movimiento, el botón A se usa como botón de salto, el botón R saca o enfunda armas y el botón L permite al jugador correr.

## La Trama
El juego se basa en una antigua profecía escrita en el Tomo de Ezequiel, que habla de tres piedras mágicas, utilizadas por varios gobernantes poderosos de todo el mundo. Lara Croft deberá encontrar estas piedras antes de que una secta conocida como Teg-du-Bhorez pueda recolectarlas todas y usarlas para revivir a un ser místico conocido como el Gran Gris, provocando así el fin del mundo. A lo largo del juego Lara buscara las piedras y creerá que las ha encontrado. Sin embargo, se da cuenta de que se equivocó y tiene que regresar para derrotar al villano del juego.

## El Desarrollo
Tomb Raider: The Prophecy fue desarrollado para Game Boy Advance por Ubi Soft Milan, una división de Ubi Soft, bajo licencia de los propietarios de Tomb Raider, Eidos Interactive .   Durante este período, el desarrollador de la serie Core Design, que había trabajado en los títulos portátiles anteriores de Tomb Raider para Game Boy Color, estaba desarrollando el siguiente título principal, The Angel of Darkness (2003).   El equipo de desarrollo estaba formado por once personas, todas ellas veteranas en el desarrollo de la familia de consolas portátiles Game Boy.  El personal incluía al productor Nicola Aitoro, Riccardo Landi como diseñador principal y Lionel Payet-Pigeon como compositor.  El equipo diseñó los entornos, personajes y movimientos de cámara para reproducir elementos establecidos de la serie principal.  El conjunto de movimientos de Lara se inspiró en los dos primeros juegos de Tomb Raider . Ahora un nuevo desafío para el equipo fue darle a Lara unas animaciones fluidas dentro del hardware limitado de la consola portátil de Nintendo Game Boy Advance, y uno de los sacrificios fue la capacidad de usar armas a dos manos, como la escopeta. 
The Prophecy se anunció en mayo de 2002: su título completo fue " Lara Croft Tomb Raider: The Prophecy ".  El juego fue lanzado en Norteamérica el 13 de noviembre de ese año.  Posteriormente se lanzó en Europa el 22 de noviembre  y en Japón el 6 de diciembre. 

## La Recepción
Tomb Raider: The Prophecy recibió críticas unas "mixtas o promedio", según el agregador de reseñas Metacritic . 
El juego recibió un 3 1⁄2Puntuación sobre 5 del crítico de GameSpy Scott Steinberg, quien lo elogió por los efectos estéticos de la cámara del juego, que dan la ilusión de que el jugador puede ver en un espacio tridimensional. Sin embargo, Steinberg criticó la naturaleza repetitiva del juego, ya que consiste en gran medida en que el jugador tiene que activar un interruptor y abrir una puerta o cerrar una trampa, solo para llegar al siguiente interruptor y repetirlo nuevamente.  GameSpy concluyó que, aunque el juego tiene algunos méritos, se queda corto en términos de estándares de juego y muchos de sus mayores activos están relacionados con el audio y las imágenes del videojuego.
Tomb Raider The Prophecy se quedó en segundo lugar para el premio anual "Mejor juego de acción para Game Boy Advance" ' GameSpot, que fue para Metroid Fusion . 